# Брестский кадетский корпус
Брестский кадетский корпус; с 1857 года Александровский Брестский кадетский корпус — среднее военно-учебное заведение закрытого типа для подготовки дворянских детей к военной службе.

## История корпуса
Кадетский корпус в Бресте существовал с 1841 года. Наименование «Александровский» присвоено в 1857 году y честь императора Александра II, который в 1849—1855 годах был главным начальником (шефом) кадетских корпусов России. 
Корпус был основан по ходатайству и на средства дворян Виленской, Гродненской, Минской, Белостокской губерний и Царства Польского. По закону, старшие сыновья местных дворян обязаны были служить в военной службе и поступали рядовыми. Открытие кадетского корпуса позволяло дворянам определять своих детей к обучению, избегая тяжёлой службы рядовыми.
Размещался в переоборудованном здании бернардинского монастыря на Волынском укреплении Брестской крепости на берегу реки Мухавец и был рассчитан на 400 учащихся (кадетов). На учебу принимались дети дворян, штаб- и обер-офицеров в возрасте 9,5—11,5 года. С момента основания до 1848 года большинство воспитанников было из дворян польских и литовских; с выходом нового положения, половина воспитанников стала приниматься из великороссийских дворян.
Преподавались общеобразовательные предметы за курс гимназии (языки, естественные и обществоведческие науки), строевая подготовка, верховая езда, ружейная стрельба, фехтование, гимнастика, плавание, музыка и танцы. Выпускников направляли преимущественно в юнкерское училище.
До 1850 года директором корпуса был генерал А. П. Гельмерсен, затем — генерал-майор Н. А. Мейнандер; с 9 июня 1852 по 25 марта 1854 года — генерал В. Н. Назимов. Весной 1854 года директором был назначен генерал-лейтенант Ф. Ф. Редигер.
В 1854 году, в связи с началом Крымской войны и объявлением военного положения в Брестской крепости, корпус был переведён в Москву и размещён в Красных казармах, недалеко от Первого и Второго кадетских корпусов. 
В 1860 году корпус был переведён в Вильну, где в 1863 году, в связи с реформой военно-учебных заведений, окончательно расформирован.

## Воспитанники корпуса
См. Выпускники Брестского кадетского корпуса
Некоторые из воспитанников корпуса позже стали деятелями революционного движения в России, участниками польского восстания 1863-1864 годов, в их числе: Я. В. Домбровский, З. В. Падлевский, Н. В. Соколов.